# Khalfīān
Khalfīān (persiska: خلفیان) är en ort i Iran.   Den ligger i provinsen Östazarbaijan, i den nordvästra delen av landet, 500 km nordväst om huvudstaden Teheran. Khalfīān ligger 1 239 meter över havet och antalet invånare är 360.
Terrängen runt Khalfīān är kuperad, och sluttar österut. Runt Khalfīān är det ganska tätbefolkat, med 56 invånare per kvadratkilometer. Närmaste större samhälle är Chol Qeshlāqī, 12,5 km nordväst om Khalfīān. Trakten runt Khalfīān består till största delen av jordbruksmark.